# Adventist World Radio
Adventist World Radio (AWR) è un consorzio internazionale di emittenti radiofoniche a vario titolo legate alla Chiesa cristiana avventista del settimo giorno. Fondato nel 1971, irradia i propri programmi su scala mondiale in FM, onde corte, satellite e Internet.
La programmazione consiste perlopiù in trasmissioni religiose, nonché su temi di attualità.
Le emittenti affiliate ad AWR trasmettono in 77 lingue, il segnale ha copertura stimata dell'80% della popolazione mondiale. Il quartier generale della AWR si trova negli USA, a Silver Spring, Maryland.

## AWR in lingua italiana
AWR offre a rotazione alle proprie radio affiliate spazi di palinsesto sulle onde corte. Al 2024 il palinsesto in lingua italiana, irradiato ogni domenica alle ore 9 UTC (nei periodi di ora legale) o alle 10 UTC (nei periodi di ora solare) sui 9610 kHz dal trasmettitore di Nauen, include due trasmissioni: Magazine RVS, selezione di rubriche preparate dalla sede di Firenze di Radio Voce della Speranza, e una striscia dedicata a notizie dal mondo del radioascolto internazionale, costituita inizialmente dai programmi prodotti dalla Siciliamedia Comunicazioni: dal 2003 al 2016 fu proposto Studio DX  (programma ideato nel 1978 e condotto da Stefano Mannelli fino al 2004, quando gli subentrò Roberto Scaglione), poi dal 2016 al 2022 Obiettivo DX (condotto da Roberto Scaglione); infine dal 2022, dopo la scomparsa di Scaglione, RVS Firenze ha preso direttamente su di sé l'organizzazione della rubrica, denominata Spazio Obiettivo DX e condotta da Roberto Vacca con Graziano Braga, fino alla chiusura nell'ottobre 2024.